# أنور المضف
الدكتور أنور علي المضف، اقتصادي كويتي، وزير المالية وزير الدولة لشؤون الاقتصادية والاستثمار منذ 17 يناير 2024 وحتى 25 أغسطس 2024.

## عن حياته

### التعليم
حصل على شهادة الماجستير والدكتوراه في إدارة الأعمال من جامعة كليرمونت في الولايات المتحدة الأمريكية.

### الحياة المهنية
شغل سابقاً عدد من المناصب وهي:
- رئيس مجلس إدارة البنك الأهلي المتحد في دولة الكويت.
- رئيس مجلس إدارة بنك آسيا الدولي.
- رئيس مجلس إدارة شركة شفا للخدمات الصحية.
- رئيس مجلس إدارة بنك المؤسسة العربية المصرفية.
- رئيس مجلس إدارة شركة سما التعليمية.
- رئيس مجلس إدارة شركة الرازي القابضة.

وعمل سابقاً محاضراً بجامعة الكويت في تمويل الشركات وإدارة الاستثمار والمؤسسات المالية.
وكان سابقاً عضواً في مجلس الهيئة العامة للتعليم التطبيقي والتدريب.
وكان سابقاً عضواً في مجلس اتحاد مصارف الكويت.
وكان سابقاً عضواً في المؤسسة العامة للتأمينات الاجتماعية.
وكان سابقًا عضواً في المؤسسة العربية المصرفية "بنك ABC" في مملكة البحرين خلال الفترة 1999 حتى 2022.
وكان سابقاً عضواً في البنك الأهلي وكان سابقاً عضواً في الفريق الاقتصادي لمواجهة أثار الأزمة العالمية على الاقتصاد الكويتي.
وكان سابقاً عضواً في مجلس إدارة البنك الأهلي المتحد في مملكة البحرين.
وكان سابقاً عضواً في مجلس المحافظين في معهد أكسفورد لدراسة الطاقة.
وفي 17 يناير 2024 صدر مرسومٌ بتشكيل الحكومة فعُين وزيراً للمالية ووزيراً للدولة لشؤون الاقتصادية والاستثمار، وحتى 25 أغسطس 2024.